# Mer hahn en neue Oberkeet
Mer hahn en neue Oberkeet („Wir haben eine neue Obrigkeit“; BWV 212) ist eine der bekanntesten weltlichen Kantaten Johann Sebastian Bachs. Bekannt ist sie unter der Bezeichnung „Bauern-Kantate“; Bachs originale Bezeichnung ist „Cantate burlesque“.

## Entstehung
Der Text der Kantate stammt von Christian Friedrich Henrici (genannt Picander) (1700–1764) und entstand für den 30. August 1742. An diesem Tag feierte der Erb-, Lehn- und Gerichtsherr Carl Heinrich von Dieskau (1706–1782), kurfürstlich-sächsischer Kammerherr, auf dem Rittergut Kleinzschocher bei Leipzig mit einem großen Feuerwerk seinen 36. Geburtstag und nahm gleichzeitig, wie damals üblich, die Huldigung der ihm untergebenen Bauern entgegen.
Picander hatte in seiner Eigenschaft als Vorsteher der Stadt-Trank-Steuereinnahme, Weininspektor und Visir im Kreis Leipzig den Kreissteuerinspektor Dieskau zum Vorgesetzten. Sein Text trägt volkstümlich-derbe und manchmal ironische Züge und spielt auf eine Reihe lokaler Personen und Ereignisse der damaligen Zeit (z. B. Verletzung von Fischerei-Recht) an, wobei auch die Nachbarorte Knauthain und Cospuden genannt werden.
Es gilt als möglich, dass Picander Bach bat, seine Dichtung in Musik umzusetzen. Bei der Bauernkantate handelt es sich um die Bach-Kantate mit dem spätesten feststellbaren Entstehungsdatum.

## Thematik
Es finden Feierlichkeiten statt, zu denen der Kammerherr Bier ausschenken lässt. Dies ist der Anlass für ein Gespräch zwischen einem namentlich nicht genannten Bauern (Bass) und der Bäuerin Mieke (Sopran), deren Dialog nach dem rein instrumentalen Eingangsstück die ganze Kantate prägt. Sie freuen sich über das Fest, tauschen teils zweideutige, teils eindeutige erotische Angebote aus und sprechen auch über die Machenschaften des Steuereinnehmers (Schösser); das Hauptthema ist jedoch das Lob des Gutsherrn Dieskau; auch dessen Frau und ihre Sparsamkeit werden erwähnt. Stellenweise wird dabei obersächsische Mundart verwendet („Guschel“ = Mund, „Dahlen“ = Liebesspiel, „Ranzen“ = Bauch, „prinkel“ = bisschen, „Neu-Schock“ = 60 Groschen).
„Wenn man den Finger kaum ins kalte Wasser steckt“ (Satz 5) spielt wohl auf die Verletzung herrschaftlicher Fischereirechte an, die „Werbung“ (Satz 9) auf eine militärische Rekrutierung. Mit „caducken Schocken“ (Satz 10) ist (eigentlich) grundsteuerpflichtiges Ödland gemeint.

## Besetzung
- ein Bauer (Bass)
- Mieke, eine Bäuerin (Sopran)
- Dreistimmiges Streicherensemble aus Violine, Viola und Basso continuo, zu dem in jeweils einem Satz Traversflöte, Horn und zweite Violine hinzutreten.

## Besonderheiten
Entsprechend dem Charakter des Textes schuf Bach eine relativ schlicht gehaltene Komposition mit kurzen Sätzen und meist einfacher Begleitung. Mehrfach griff er auf populäre Tanzformen und volkstümliche Melodien zurück (zum Beispiel den zweiten, schnellen Teil „Mit dir und mir ins Federbett, mit dir und mir aufs Stroh“ des Großvatertanzes und in der Arie „Unser trefflicher, lieber Kammerherr“ die Folie d’Espagne) sowie Teile aus früheren eigenen Stücken (Satz 14 aus BWV Anhang 11 und Satz 20 aus BWV 201/7).
Die Ouvertüre besteht aus einer groben Aneinanderreihung verschiedener höfischer Tänze ohne Übergänge, ohne Rücksicht auf Takt- und Tonartenwechsel (von A-Dur nach a-Moll und wieder zurück). Diese gewissermaßen bäuerliche Kompositionsart wird gelegentlich als ironische Anspielung auf die Thematik seitens Bachs interpretiert.
Die Arie Dein Wachstum sei feste und lache vor Lust! stammt ursprünglich aus der Kantate Der Streit zwischen Phoebus und Pan, wo Pan sie mit den Worten Zu Tanze, zu Sprunge, so wackelt das Herz vorträgt. Sie illustriert dort Pans populär-kunstlosen Geschmack und passt damit bestens in den neuen Kontext.

## Erinnerungsorte

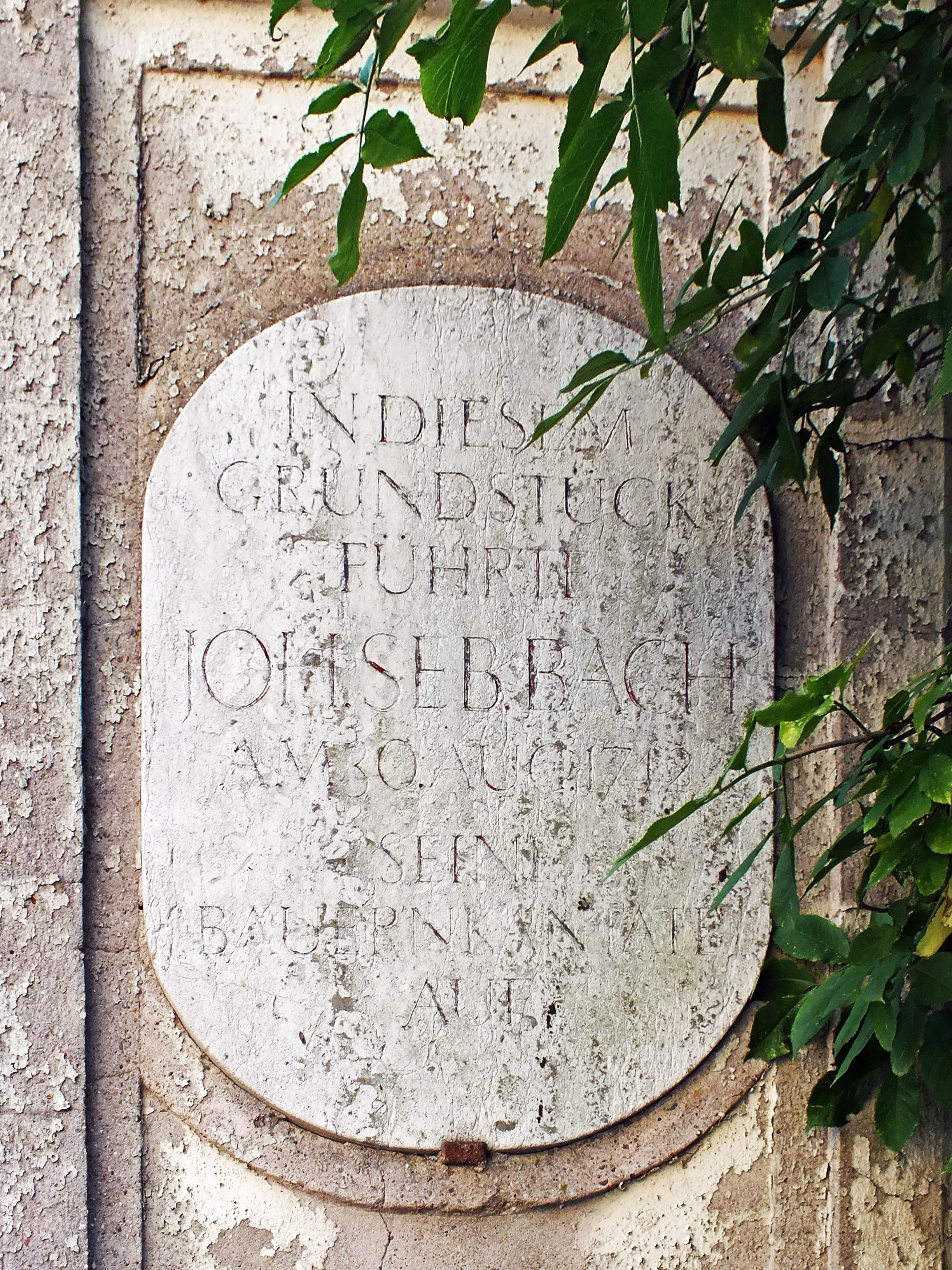
Tafel am ehemaligen Schlosstor (2014)
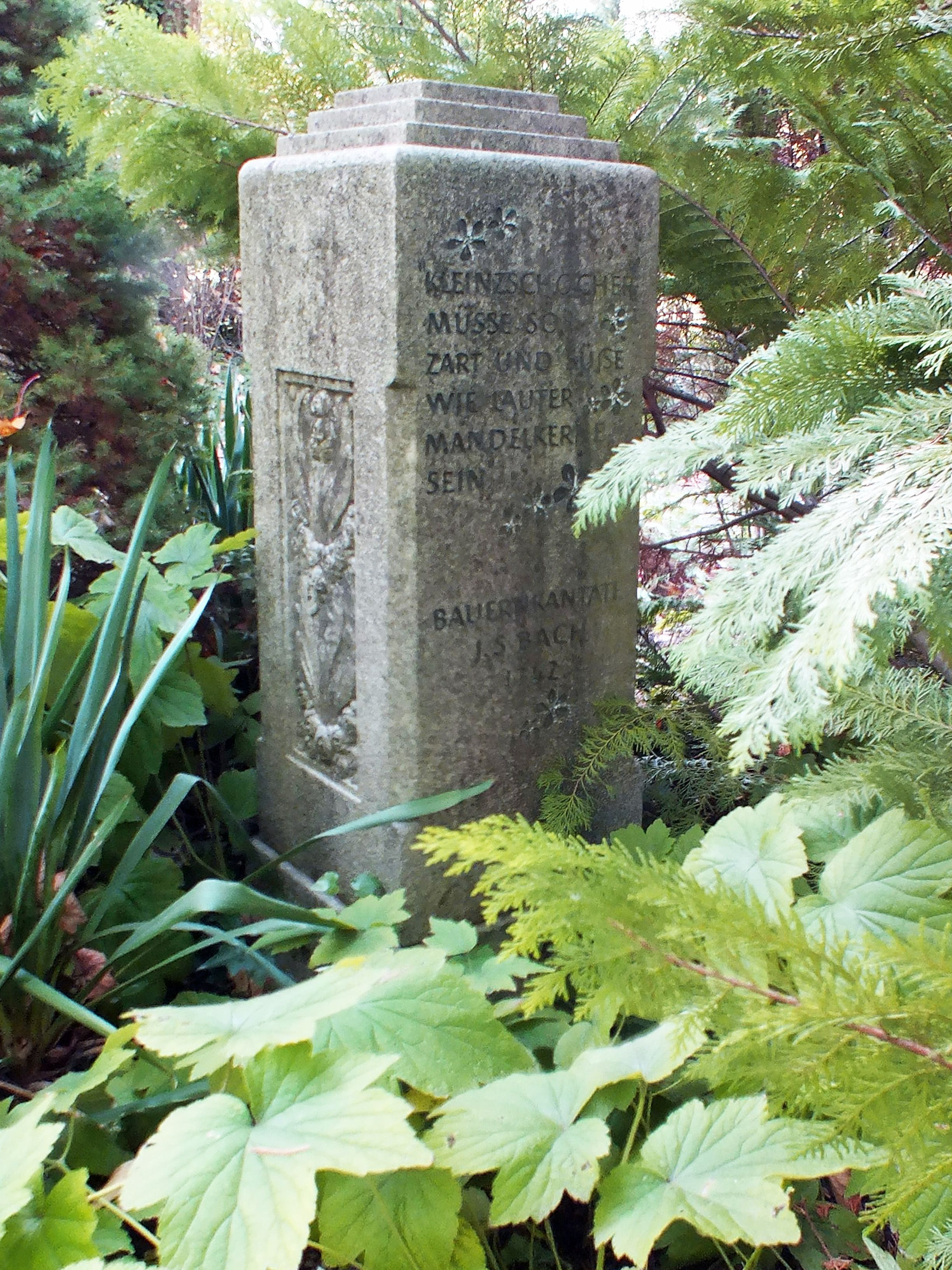
Steinsäule auf dem Friedhof (2023)

Das Schloss Kleinzschocher als Ort der Uraufführung der Kantate wurde im Zweiten Weltkrieg zerstört. An einem erhaltenen Torpfeiler befindet sich eine verblichene Erinnerungstafel mit dem Text: Auf diesem Grundstück führte Joh. Seb. Bach am 30. Aug. 1742 seine Bauernkantate auf.
Auf dem Friedhof von Kleinzschocher wurde im Juli 2000 eine etwas über einen Meter hohe Steinsäule aufgestellt, die neben Blumenmotiven ein Zitat aus der Bauernkantate zeigt, in welchem Kleinzschocher erwähnt wird. Die Inschrift lautet: Klein-Zschocher müsse / So zart und süße / Wie lauter Mandelkerne sein. / Bauernkantate J. S. Bach 1742
Seit 2002 heißt der zum ehemaligen Rittergut Kleinzschocher führende frühere Schloßweg in Erinnerung an die Bauernkantate Kantatenweg.
2010 wurde beschlossen, eine von der Windorfer Straße abzweigende neue Stichstraße nach einer der Hauptpartien der Bauernkantate als Miekeweg zu benennen.

## Aufnahmen (Auswahl)
- Aufnahme der Deutschen Grammophon Archiv-Produktion, Berlin 1976 (neu veröffentlicht bei edel classics 2007), Edith Mathis (Sopran), Peter Schreier (Tenor), Theo Adam (Bass), Kammerorchester Berlin, Peter Schreier (Leitung)
- Angela Maria Blasi (Sopran), Robert Holl (Bass), Concentus Musicus Wien, Nikolaus Harnoncourt (Leitung), Teldec 1990
- Liveaufnahme im Rahmen von Bach:vokal als Video in HD. Carmela Konrad (Sopran), Benjamin Appl (Bariton), Ensemble Stiftsbarock Stuttgart unter Kay Johannsen, Stuttgarter Schlosskirche, Juni 2014.
- Mojca Erdmann (Sopran), Dominik Wörner (Bass), Masaaki Suzuki, Bach Collegium Japan, BWV 203, 209, 212. BIS 2016.